# US Ben Guerdane
El Union sportive de Ben Guerdane, també conegut com a USBG —en àrab الاتحاد الرياضي ببنقردان, al-Ittiḥād ar-Riyāḍī bi-Ben-Gardane, ‘Club Esportiu de Ben Gardane’—, és un club esportiu tunisià de la ciutat de Ben Gardane.
El club va ser fundat l'1 de març de 1936.

## Seccions
- Futbol

## Palmarès
- Copa President tunisiana:
  - Finalist : 2016–2017

- Lliga tunisiana de futbol 2 (1):
  - Winners : 2014–2015

- Lliga tunisiana de futbol 3 (2):
  - Winners : 1963–1964, 2007–2008

- Lliga tunisiana de futbol 4 (2):
  - Winners : 1987–1988, 2006–2007

- Lliga tunisiana de futbol 5 (1):
  - Winners : 2002–2003

- Copa de la Lliga tunisiana de futbol (1):
  - Winners : 2006-2007

## Jugadors destacats
| - Ghaith Yeferni - Oussama Boufalgha - Bilel Souissi - Gil Bahia - Ghazi Abderrazzak - Jaouhar Ben Hassan - Sofiane Khelili - Mabrouk Jendli - Ahmed El Aash - Chaouki Ben Khedher - Mondher Guesmi - Sabri Ammeri - Mohamed Ben Tarcha - Omar Zekri - Wassim Naghmouchi - Khaled Yahia - Seifeddine Jerbi - Fakhreddine Ouji - Ricardinho - Wellington Melo |

## Entrenadors destacats
- Sofiene Hidoussi
- Chokri Khatoui
- Samir Sellimi
- Tarek Thabet
- Hassen Gabsi
- Kamel Zaiem
- Ridha Jeddi
- Aymen Chouat
- Hakim Aoun
- Nidhal Khiari
- Chaker Meftah
- Chiheb Ellili
- Ramzi Jarmoud